# José Coronado

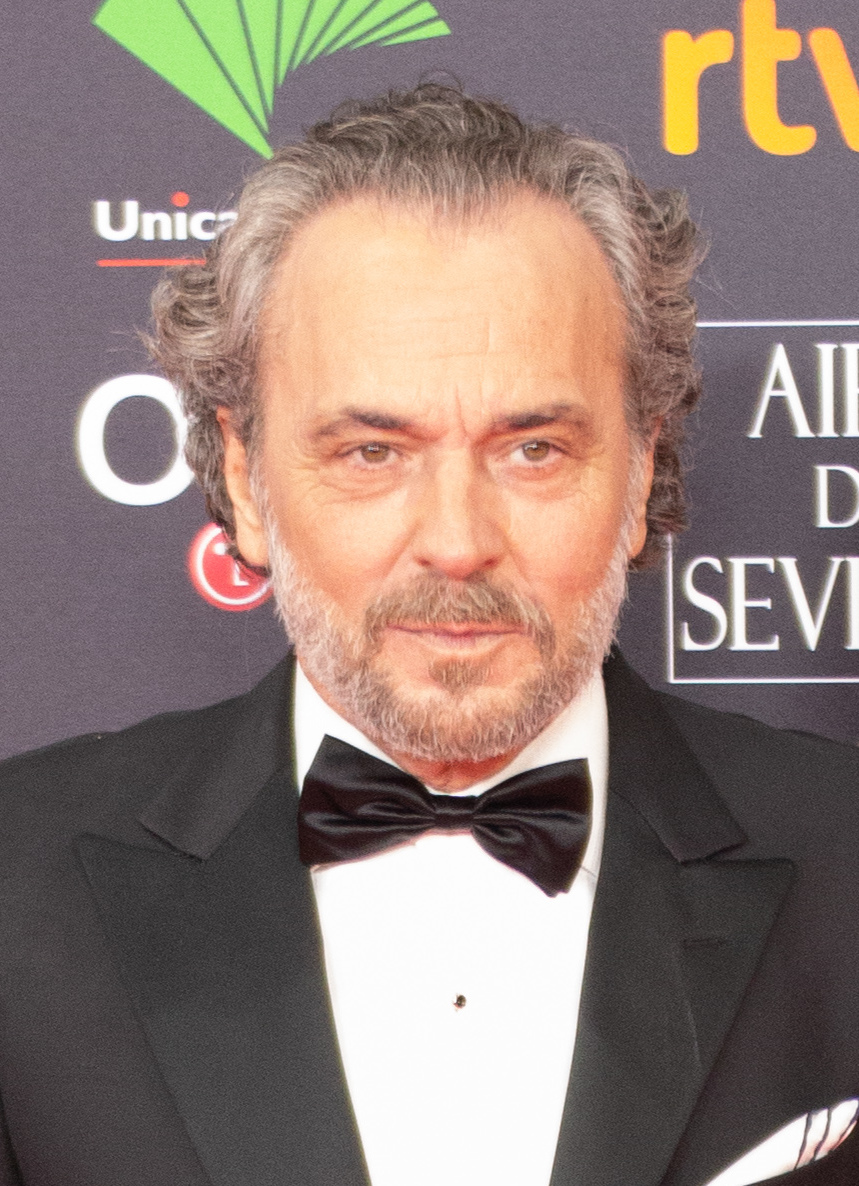
José Coronado, 2020

José María Coronado García (* 14. August 1957 in Madrid) ist ein spanischer Schauspieler.

## Leben
Während des Studiums arbeitete Coronado als Model und drehte Werbespots. Er debütierte als Schauspieler 1987 in dem Film Waka-Waka von Kim Densalat.

## Karriere

### Film
Coronado spielte in über 30 Filmen mit. Für seine Rollen in Goya en Burdeos (1999) von Carlos Saura und 'von Enrique Urbizu wurde er jeweils für den Goya als bester Nebendarsteller nominiert. 
Er arbeitete mit dem Regisseur Enrique Urbizu zusammen bei La caja 507 (2002), La vida mancha (2003) und No habrá paz para los malvados (2011). Weitere Filme sind unter anderem El Lobo (2003), GAL (2006), El cuerpo (2012), Contratiempo (2017) und Cerrar los ojos (2023).

### Fernsehen
Im Fernsehen wurde er bekannt durch die Serie Periodistas (1998–2001). Weitere Serien sind El Príncipe (2014–2016), Vivir sin permiso (2018–2020), Entrevías (2022–2024) und La chica de nieve (2023–2025).

### Theater
Zu seinen Theaterarbeiten zählen El público (1987), Hécuba (1991), La señorita Julia (1993), Hamlet (2008) und Oleanna (2011).

## Filmografie (Auswahl)
- 1990: Die Frau deines Lebens – Die Raffinierte (La mujer de tu vida, Fernsehserie, 1 Folge)
- 1996: Lorca – Mord an der Freiheit (The Disappearance of Garcia Lorca)
- 1997: La vuelta de El Coyote
- 1998: Der Blick des Anderen (La mirada del otro)
- 1999: Goya (Goya en Burdeos)
- 2000: Die Klapperschlange (Cascabel)
- 2004: El Lobo – Der Wolf (El Lobo)
- 2006: Auf Distanz (La distancia)
- 2011: Kein Frieden für die Bösen (No habrá paz para los malvados)
- 2012: The Body – Die Leiche (El cuerpo)
- 2013: The Last Days – 12 Wochen nach der Panik (Los últimos días)
- 2013: Zwischen den Wellen (En solitaire)
- 2013: Nico – Meister des Spiels (Fill de Caín)
- 2016: Der unsichtbare Gast (Contratiempo)
- 2016: Jeder gegen jeden (Cien años de perdón)
- 2018: Tu hijo: Sohn der Vergeltung (Tu hijo)
- 2021: Kein Friede den Toten (El inocente)
- 2021: Perfekt ist anders (La familia perfecta)
- 2021: Countdown in Madrid (Way down)
- 2023: Blutroter Sommer – Im Bann des Killers (Verano en rojo)
- 2023: Cerrar los ojos
- 2023–2025: Das Mädchen im Schnee (La chica de nieve, Fernsehserie, 10 Folgen)